# Feliks Ankerstein
Feliks Józef Ankerstein, ps. „Butrym” (ur. 15 listopada 1897 w Piaskach, zm. 2 lutego 1955 w Londynie) – major piechoty Wojska Polskiego, oficer Oddziału II Sztabu Głównego Wojska Polskiego, kawaler Orderu Virtuti Militari.

## Życiorys
Urodził się 15 listopada 1897 roku w rodzinie Feliksa i Janiny z Jankowskich . Ukończył sześć klas w Szkole Handlowej w Będzinie. Od 1 września 1914 roku służył w Legionach Polskich. Został przydzielony do baonu uzupełniającego Leona Berbeckiego, a 1 stycznia 1915 roku do 4. kompanii III baonu 1 pułku piechoty. Ranny w bitwie pod Raśną był leczony w szpitalu w Kamieńsku i Pieszczanach. 3 marca 1916 roku powrócił do służby 1 pp LP jako sekcyjny w 2. kompanii porucznika Juliana Sas-Kulczyckiego . W lipcu 1917 roku kończy szkołę oficerską. Po kryzysie przysięgowym powraca do Zagłębia Dąbrowskiego i rozpoczyna pracę w Polskiej Organizacji Wojskowej. Przez cały rok 1918 pełni funkcję Komendanta 4 obwodu V okręgu POW Dąbrowa Górnicza. W styczniu 1919 roku rozpoczyna służbę w Milicji Ludowej.
1 marca 1919 roku został przyjęty do Wojska Polskiego w stopniu podchorążego. Od 4 marca do 30 czerwca 1919 roku służył w 1 Dywizji Litewsko-Białoruskiej, a następnie w Białostockim pułku strzelców na stanowisku dowódcy kompanii i adiutanta batalionu .
Na prośbę Centrali Wychowania Fizycznego przygotowywał pod względem wojskowym powiat tarnogórski do III powstania śląskiego. Był dowódcą podgrupy „Butrym” (późniejszego 8 Tarnogórskiego pułku piechoty) i dowódcą Organizacji „B” na Śląsku Cieszyńskim.
3 maja 1922 roku zweryfikowany w stopniu porucznika ze starszeństwem z dniem 1 czerwca 1919 roku. W 1923 roku, razem z por. Edmundem Charaszkiewiczem, pełnił służbę w 79 pułku piechoty w Słonimiu. Kapitan ze starszeństwem z dniem 15 sierpnia 1924 roku w korpusie oficerów piechoty. W latach 1926–1929 pełnił służbę w Korpusie Ochrony Pogranicza . Na stopień majora został mianowany ze starszeństwem z dniem 19 marca 1938 roku i 3. lokatą w korpusie oficerów piechoty. W marcu 1939 roku pełnił służbę w Ekspozyturze nr 2 Oddziału II SG w Warszawie na stanowisku zastępcy szefa ekspozytury i kierownika referatu „A” („Zachód”).
Od 1935 roku przygotowywane były plany polskiego powstania na Zaolziu, 17 września 1938 roku płk Tadeusz Pełczyński skierował Ankersteina na Górny Śląsk, aby zaktywizował tworzone przez kilka poprzednich lat zakonspirowane grupy bojowe, a w dalszej perspektywie objął dowództwo nad zaolziańskim powstaniem. Wobec zmiany sytuacji międzynarodowej powstanie stało się zbędne, a 7 października zadecydowano o skierowaniu na Zakarpacie polskich dywersantów, którzy mieli wesprzeć węgierski wywiad w działaniach sabotażowych. Został dowódcą operacji „Łom”. Rozpoczęta w połowie października operacja rozwijała się do listopada, kiedy okazała się niepotrzebna za sprawą działań niemieckiej dyplomacji.
Po kampanii wrześniowej opuścił kraj, służył w polskim wojsku we Francji i Wielkiej Brytanii. 19 maja 1942 roku został odkomenderowany z 2 kompanii strzeleckiej I Oficerskiego Baonu Szkolnego do Centrali Zaopatrzenia Materiałowego na stanowisko kierownika Filii Magazynu w Lochgelly. 9 września 1946 roku wstąpił do Polskiego Korpusu Przysposobienia i Rozmieszczenia. 8 września 1948 roku został zdemobilizowany .
Zmarł 2 lutego 1955 roku w Londynie. Został pochowany na cmentarzu Saint Mary's Kensal Rise .

## Ordery i odznaczenia
- Krzyż Srebrny Orderu Wojskowego Virtuti Militari nr 7883 – 27 czerwca 1922[10][11][12]
- Krzyż Niepodległości z Mieczami – 20 stycznia 1931[13][14][15]
- Krzyż Walecznych czterokrotnie[11][15]
- Złoty Krzyż Zasługi – 25 maja 1939[16]
- Krzyż na Śląskiej Wstędze Waleczności i Zasługi kl. I[15]
- Medal Pamiątkowy za Wojnę 1918–1921[15]
- Medal Dziesięciolecia Odzyskanej Niepodległości[15]
- Odznaka „Za wierną służbę”